# Inezia caudata
Inezia caudata — вид воробьиных птиц из семейства тиранновых. Выделяют два подвида.

## Распространение
Обитают в Бразилии, Колумбии, Французской Гвиане, Гайане, Суринаме и Венесуэле. Естественной средой обитания являются субтропические и тропические сухие леса, влажные равнинные леса, мангры, сведенные леса.

## Описание
Длина тела 12 см. Вес 7-8 г. У представителей номинативного подвида широкое глазное кольцо, оливковые корона и верхние части тела.

## Биология
Согласно наблюдениям, питаются муравьями (Hymenoptera) и пауками (Araneae). Гнездо простое, в форме открытой чаши, помещаемое на развилку ветвей дерева, в 2,5 м от поверхности земли или выше.

## Охранный статус
МСОП присвоил виду охранный статус LC.